# Zbrodnia w Parośli I

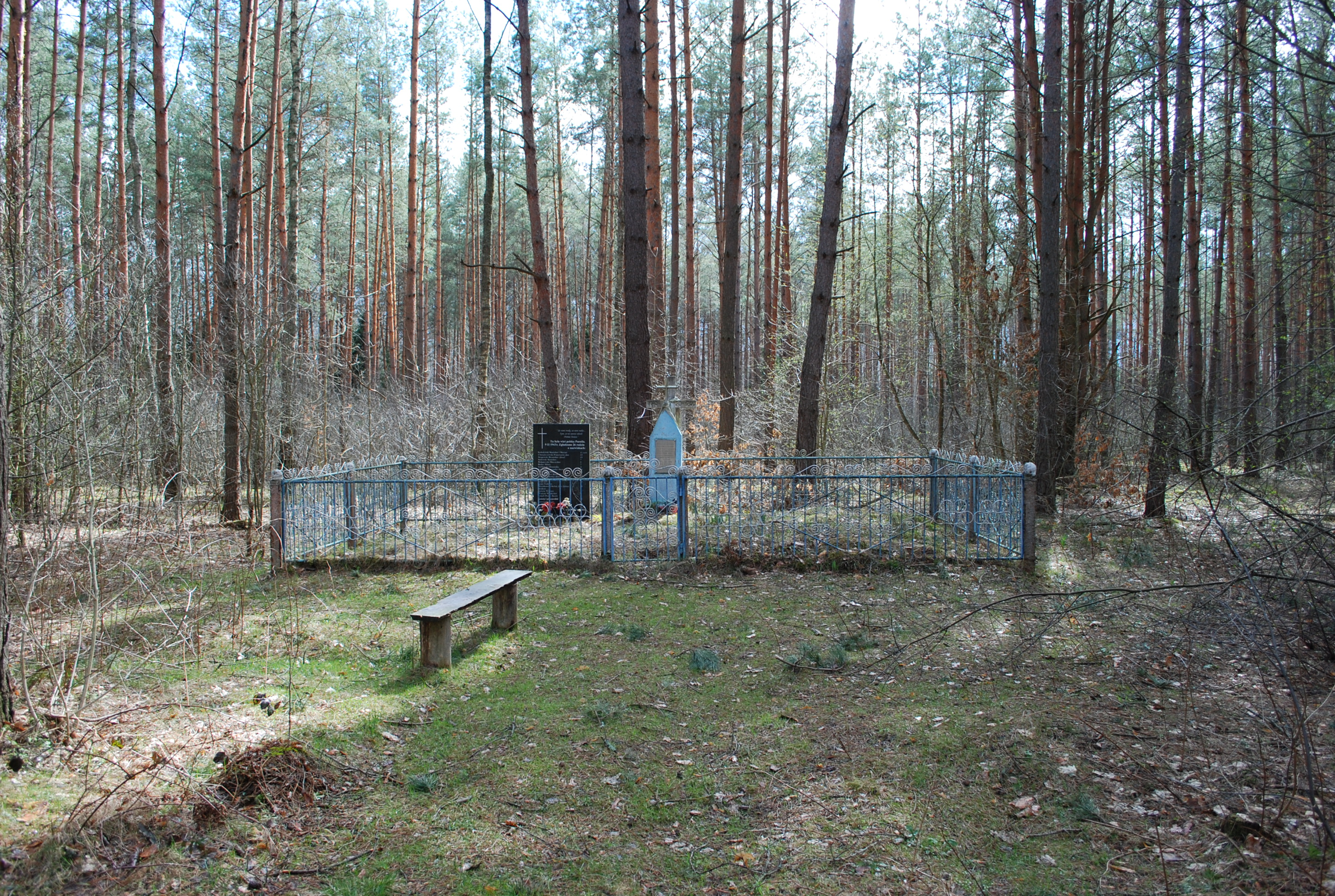
Zbiorowa mogiła zabitych w Parośli

Zbrodnia w Parośli I – zbrodnia dokonana przez sotnię Ukraińskiej Powstańczej Armii pod dowództwem Hryhorija Perehijniaka „Dowbeszki-Korobki” (według Władysława Filara dowodził Korziuk Fedir ps. Kora) w dniu 9 lutego 1943 na ludności polskiej we wsi Parośla w gminie Antonówka, w powiecie sarneńskim województwa wołyńskiego. Liczba ofiar szacowana jest w granicach od 149 do 173 zamordowanych Polaków.
Zbrodnia ta była pierwszym masowym mordem UPA i uważana jest za początek rzezi wołyńskiej.

## Przed zbrodnią
Parośla I była polską osadą złożoną z 26 zagród, które zamieszkiwały ok. 130 osób. Od grudnia 1942 kilkuosobowe patrole UPA, czasem udające partyzantów radzieckich, kilkakrotnie przechodziły przez okolice. 
Kilka dni przed atakiem na polską kolonię Parośla I sotnia „Dowbeszki-Korobki” (pierwsza sotnia UPA podległej OUN-B) zaatakowała niemiecki posterunek we Włodzimiercu. Stoczyła tam potyczkę z oddziałem policji pomocniczej złożonym z Kozaków. Zabito jednego Niemca i trzech Kozaków, zaś sześciu wzięto do niewoli. Po drodze do Parośli w lesie sotnia napotkała pięciu mieszkańców kolonii Wydymer rąbiących drzewo. Wszyscy zostali zabici.

## Zbrodnia
Mieszkańcy Parośli I nie spodziewali się ataku. Uzbrojona głównie w noże i siekiery sotnia bez problemu weszła do wsi podając się za partyzantkę radziecką, po czym rozstawiła straże w pobliżu polskich gospodarstw. Upowcy weszli do domów i zażądali podania sobie obiadu. W domu rodziny Kołodyńskich, gdzie wkroczyło dowództwo sotni, przesłuchali i zamordowali siekierami sześciu prowadzonych ze sobą jeńców kozackich. Upowcy otoczyli wieś i zatrzymywali każdego, kto chciał przez nią przejechać. Po zjedzeniu obiadu rzekomi partyzanci radzieccy stwierdzili, że Parośla zostanie niedługo napadnięta przez hitlerowców i w związku z tym muszą zabezpieczyć ludność przed ich zemstą za udzielanie pomocy partyzantom. Zażądali, by wszyscy Polacy położyli się na ziemi i pozwolili się związać. Miało to dowieść, że zostali zmuszeni do wsparcia partyzantki i uratować ich od niemieckich represji. Mieszkańcy wsi zgodzili się lub też zostali do tego zmuszeni – napastnicy posługiwali się językiem ukraińskim, a nie rosyjskim, co wzbudziło podejrzenia niektórych Polaków. 
Związanych i bezbronnych mieszkańców wsi napastnicy zamordowali przy użyciu noży i siekier, zabijając od 149 do 173 osób, w tym kobiety, dzieci i niemowlęta. Ze szczególnym okrucieństwem zamordowano komendanta miejscowego Związku Strzeleckiego Walentego Sawickiego. Udało się uratować jedynie 12 Polakom (według innych źródeł – ośmiu), w większości dzieciom. Część z nich do końca życia pozostała niepełnosprawna. Majątek zabitych został zrabowany i wywieziony na saniach.
Zamordowani zostali pochowani we wspólnym grobie, nad którym usypano kurhan. Wieś Parośla przestała istnieć. Napad przeżyła również sześcioosobowa rodzina żydowska, którą ukrywał w piwnicy Klemens Horoszkiewicz i która nie została odkryta przez sprawców zbrodni. 
Pierwszym badaczem, który zasugerował, że mordu na Polakach w kolonii Parośla I mogła dokonać pierwsza sotnia banderowskiej UPA był Andrzej Leon Sowa. Z kolei Władysław i Ewa Siemaszkowie podają, że w zbrodni brali udział Ukraińcy mieszkający w sąsiednich wsiach, dobrze znający zamordowanych, zaś napastników określają jako „bulbowców”. 

## Po zbrodni
Po odejściu z Parośli oddział Perehijniaka dokonał kolejnej zbrodni na 15 Polakach w Toptach, planował również atak na Wydymer. Ostatecznie nie doszło do niego, gdyż na miejsce spotkania nie stawił się oddział dowodzony przez Ukraińca nazwiskiem Mizowiec, a „Dowbeszka-Korobka” nie chciał ryzykować uderzenia zbyt małymi siłami. W związku z tym część sotni została rozpuszczona, część zaś ukryła się w leśnym obozie. 
Wiadomość o zbrodni w Parośli rozeszła się następnego dnia, kiedy do wsi pojechał gospodarz z Wydymeru umówiony na spotkanie z zamordowanym jak się okazało gospodarzem Hilarym Boberem, zaś do Wydymeru dotarła ciężko ranna w Parośli Maria Bułgajewska. Do spalonej wsi zaczęli przyjeżdżać również inni Polacy z okolicy. Odwieźli oni rannych do szpitala we Włodzimiercu oraz poprosili o osłonę Niemców z Antonówki. Pod ich osłoną zdołali pogrzebać zamordowanych oraz wykonać fotografie ciał. 

## Upamiętnienie ofiar zbrodni
Jeszcze w 1943 został wzniesiony pierwszy krzyż upamiętniający zabitych, który już nie istnieje. W 1974 roku w lesie, na masowej mogile, Ukrainiec Anton Kowalczuk wzniósł pamiątkowy krzyż z informacją, że zbrodni dokonali nacjonaliści ukraińscy. Po uzyskaniu przez Ukrainę niepodległości przy krzyżu postawiono tablicę z nazwiskami zamordowanych rodzin. Miejsce to jest obecnie (2008 rok) bardzo zaniedbane, a dotarcie do niego – utrudnione.